# 丸木館
丸木館（まるきやかた）は、長崎県長崎市にあった館（日本の城）。

## 歴史
戦国時代に肥前国福田城主の福田忠兼が築城した。現在は宅地化したが石垣の一部が残されており、東側に長崎市福田漁業協同組合が置かれている。

## 現地情報

### 所在地
- 長崎県長崎市福田本町

### アクセス
鉄道
- JR長崎本線長崎駅より西へ徒歩約1時間20分

路線バス
- 長崎バス
  - 福田本町バス停下車 南東へ徒歩約3分
  - 福田バス停下車 東へ徒歩約6分